# Jacqueline Lockhart
Jacqueline Lockhart –conocida como Jackie Lockhart– (nacida Jacqueline Steele, Lanark, 22 de marzo de 1965) es una deportista británica que compitió por Escocia en curling.
Ganó tres medallas en el Campeonato Mundial de Curling entre los años 1985 y 2007, y una medalla de plata en el Campeonato Europeo de Curling Femenino de 2007.
Participó en tres Juegos Olímpicos de Invierno, ocupando el cuarto lugar en Nagano 1998, el quinto en Turín 2006 y el séptimo en Vancouver 2010, en la prueba femenina.

## Palmarés internacional
| Representando a Escocia |                           |                   |        |
| Campeonato Mundial      |                           |                   |        |
| Año                     | Lugar                     | Medalla           | Prueba |
| 1985                    | Jönköping (Suecia)        | Medalla de plata  | Equipo |
| 2002                    | Bismarck (Estados Unidos) | Medalla de oro    | Equipo |
| 2007                    | Aomori (Japón)            | Medalla de bronce | Equipo |
| Campeonato Europeo      |                           |                   |        |
| Año                     | Lugar                     | Medalla           | Prueba |
| 2007                    | Füssen (Alemania)         | Medalla de plata  | Equipo |